# ای. سریکار پراساد
ای. سریکار پراساد (انگلیسی: A. Sreekar Prasad؛ زادهٔ ۸ ژانویهٔ ۱۹۵۲) تدوین‌گر اهل هند است.
وی همچنین برندهٔ جوایزی همچون جایزه فیلم‌فیر شده است.

## فیلم‌شناسی
- ۱۹۹۸: تروریسم
- ۲۰۰۰: ریتم
- ۲۰۰۰: مارکوس آنتونیوس
- ۲۰۰۰: مقاله اصلی
- ۲۰۰۲: سرخ
- ۲۰۰۲: فانتوم
- ۲۰۰۲: همدم
- ۲۰۰۴: جوانی
- ۲۰۰۵: قیام مانگال پاندی
- ۲۰۰۶: ماه در میان ستارگان
- ۲۰۰۷: گورو
- ۲۰۱۱: فصل
- ۲۰۱۲: کوکتل
- ۲۰۱۷: رابتا
- ۲۰۱۸: ترقه